# 夏洛緹
夏洛特蛋糕（Charlotte dessert），又譯手指餅乾蛋糕，夏洛緹。是一種由手指餅乾所組成的蛋糕，口感介於布丁和蛋糕之間，可熱食，也可冷食。
19世紀，早期的夏洛特蛋糕烤好後会在冰箱中放一晚再食用。所以也被稱作“冰箱蛋糕”。其原材料为麵包、海綿蛋糕、餅乾、餅乾屑。将食材一起塗抹在模具裏，再用水果泥或奶油塞入中心作为内馅，用模具壓製好即算完成。夏洛特蛋糕既可以直接吃，也可以在上面撒上糖粉，然後放在烤盘上，加工后食用。傳統的做法需要用到一種附在長柄上，被燒紅的鐵板，不過，到了現代就可以直接用普通烤箱烤。
夏洛特蛋糕通常是草莓奶油口味，但夏洛特鲁斯——这一变种是巧克力味的。夏洛特鲁斯的形狀比原版要更大，使用的也不是普通黃油，而是巴伐利亚奶油。
在历史上，制作夏洛特蛋糕时，通常不需要使用新鮮食材，用吃剩的麵包和奶油即可制作，不用就為了做夏洛特蛋糕而特地新做食材，還要用到大量黃油用作襯裡。

## 歷史
1815年，法國名廚马里-安托万·卡雷姆聲稱自己發明了夏洛特蛋糕，但他承認並不是完全原創，而是參考了他1803年在上班時經常路過的一家蛋糕店的甜點。法式夏洛特蛋糕一經推出就大獲成功，隨後馬里-安托萬就趁著這股熱潮，在巴黎開了一家屬於自己的甜點店:446。
已知最早的英文夏洛特，即“Charlotte”一詞是1808年就出現在一本英國的食譜中了，比法國要早一点。標題是《倫敦版的Maria Rundell的新家庭烹飪系統》，但這本書並未熱销，這道甜點也沒有在英國流行。書中有關夏洛特蛋糕的描述如下：

一个夏洛特蛋糕
切下盡可能多且非常薄的白麵包片，以覆蓋底部並排列在烤盤的兩側，但首先用黃油將其擦厚。將蘋果切成薄片，分層放入盤中，直到飽滿为止，中間撒上糖和少量黃油。同時，將盡可能多的薄麵包片泡在溫牛奶中，之后在上面放一個盤子和一個较重的物体，为让麵包緊貼著蘋果，慢烤三小時。對於一個中等大小的盤子，整體使用半磅黃油。

在1815年，馬里-安托萬發明了多種口味夏洛特蛋糕，例如：à la parisienne、à la française、à l'italienne、aux macarons d'avelines、aux gaufres aux pistaches、de pommes、de pomme d'api，de pêches，de pommes glacée aux abricots，de pommes au beurre，parisienne à la vanille，de pommes；這些都是他的原創，目前已知的最早食譜就是馬里-安托萬寫的。

## 類型
夏洛特蛋糕有很多口味，雖然有熱的，但絕大部份都是冰的，所以這種蛋糕更適合溫暖或炎熱的時候吃。冰的夏洛特蛋糕通常用水果泥和果醬做成，例如草莓、覆盆子、西洋梨，再將水果與奶油凍攪拌在一起，形成濃稠的質感。而熱的夏洛緹並不是用水果製成的，而其名字也發生變化，叫作“夏洛特鲁斯（Charlotte russe）”，它是使用純的奶油凍或巴伐利亞奶油做的，也可以加入巧克力慕斯。
在法國的殖民地，阿爾及利亞的夏洛緹是使用蜂蜜、棗、橘子和杏仁製作而成的。
在19世紀的俄羅斯，也有一種甜點，叫作“sharlotka”。它更偏向於烤布丁，吃起来像布丁却不像蛋糕。这种甜品是用黑麵包和蘋果醬製作出的，在後來逐渐演變成了一種簡單的軍用和學生用甜點，在蘇聯時代傳播至哈薩克斯坦等中亞國家。

## 美國的夏洛緹鲁斯

### 種類
美式夏洛緹鲁斯，可以寫為“Charlotte russe”或“charlotte à la russe”，是一種經過美國改造的甜點。由巴伐利亚奶油製成，模具內襯鬆脆餅，和原版不同的是，美式夏洛緹鲁斯是冰的。
在1930、1940和1950年代，簡化版的夏洛緹鲁斯成為紐約市的流行的甜點，在咖啡廳、糖果店和正式西餐廳都有出售，還可以作為外帶零食食用。工業化的夏洛緹由一個紙杯作為模具，裏面裝滿了黃色的海綿蛋糕和鮮奶油，上面放著巧克力奶油，頂部有半顆黑樱桃。
美國還有一種叫皇家夏洛緹的變種，即“Charlotte royale”，它的餡料與夏洛緹露絲一樣，但鬆脆餅被瑞士卷代替。

### 詞源
“夏洛緹”一詞在英文圈最早出現的時間是1796年，在紐約雜誌上，但當時的“夏洛緹”並不是指這個甜點的称呼，而是一個叫“夏洛緹”的女人的名字。詞源表明它是古英語單詞“charlyt”的變體，意思尚不明確，可能是一種凝結的奶油糊，或是“charlets”，一種肉凍鹹菜。
即使法國人把夏洛緹視為本國甜點，既使法國料理界大師馬里-安托萬·卡雷姆也這麼認為，但這個名字早就在数百年前就在歐洲和美國出現過了。馬里-安托萬將這種甜點和夏洛緹這個名字結合在一起，是因為他服務過的一位外國皇室成員，而她的名字就叫夏洛特。
馬里-安托萬對夏洛緹鲁斯的叫法首次出現在1815年，在他所居住的地方，這款甜點寫做“charlotte à la parisienne”，但馬里-安托萬說“其他人”更多的叫它為“russe”，所以最後他自己也改稱為夏洛緹鲁絲:446。另外，因為發音的相同，很多人會誤認為夏洛緹鲁絲中的“鲁絲”是來自於“俄羅斯”，但這是不可能的。馬里-安托萬在發明了這款甜點之後的4年后，即1819年才前往俄羅斯，在聖彼得堡第一次接觸到俄羅斯人，並為沙皇亞歷山大一世做菜。在1819年之前，馬里-安托萬從未接觸到過任何和俄羅斯有關的人事物。

## 關聯條目
- 蘋果麵包
- 蘋果醬
- 奶油蛋糕
- 冰箱
- 布丁
- 提拉米蘇

## 外部鏈接
维基共享资源上的相關多媒體資源：夏洛緹